# お捨てメリンダ
「お捨てメリンダ」（おすてメリンダ）、ないし「カム・アウェイ・メリンダ』（Come Away Melinda）は、フレッド・ヘラーマンとフラン・ミンコフが書いた楽曲。この反戦歌を最初にリリースしたのは、1963年5月のハリー・ベラフォンテであった。同じく1963年のうちに、ママス&パパスの前身となったフォーク・グループで、キャス・エリオットが参加していたビッグ・スリーが、この曲を彼らのファースト・アルバムで取り上げた。その後、この曲は、数多くの歌手たちによって録音された。

## 録音
この曲は、ハリー・ベラフォンテによって1963年5月に最初にリリースされ、彼のアルバム『Streets I Have Walked』の最後の曲として収録された。この曲はまた、1963年5月2日と3日に開催され、ヘラーマン自身も参加したウィーバーズの15周年記念コンサートでも演奏され、その模様は同年中の遅い時期にライブ・アルバム『Reunion At Carnegie Hall, 1963』として発表された。
その後に続いた録音の例には、ジュディ・コリンズ（『Judy Collins 3）、セオドア・ビケル（『A Folksinger's Choice』）、ティム・ローズ（『Tim Rose』）、ボビー・ジェントリー（『Local Gentry』）、ユーライア・ヒープ（『ユーライア・ヒープ・ファースト (...Very 'Eavy ...Very 'Umble)』）、ベルベット・フォグ（『Velvett Fogg』）、UFO（『UFO登場 (UFO 1)』）、ケニー・ランキン（『Mind-Dusters』）、ビッグ・スリー（『Live at the Recording Studio』）、ジョン・マイルズ、キャッツ・アイズ、エル・シュタットなどが挙げられる。
イギリスでは、この曲は、1965年に女性歌手バリー・セント・ジョンが歌ったバージョンが、全英シングルチャートの47位に入るヒットとなった。

## 日本語による歌唱
日本では、この曲はもっぱら片桐ユズルと高石友也の共訳詞によって高石が歌い、1969年に発表されたアルバム『坊や大きくならないで 高石友也フォーク・アルバム第3集』に収録したバージョンによって知られている。この曲の英語の原詞には、男性が歌う場合と女性が歌う場合で、子どもからの呼びかけの相手が「daddy」になるか「mummy」になるかという違いがあるが、片桐・高石の訳詞では、（男性である高石が歌うことが前提となっているにもかかわらず）「ママ」が選択されている。